# Berger croate
Pour les articles homonymes, voir Berger (homonymie) et Croate.
Ne doit pas être confondu avec le Berger de Bosnie-Herzégovine et de Croatie.
Le  berger croate ou  berger de Croatie  est un chien originaire de Croatie, de son nom d'origine Hrvatski ovčar.
C'est un chien de groupe 1, classé dans les chiens de berger et bouviers (sauf chiens de montagne et de bouviers suisses). C'est un chien vif, intelligent, toujours prêt à fournir du travail avec plaisir et plus petit que la taille habituelle des chiens de berger. Du fait de sa modestie, il est facile de l'éduquer. D'un noir de jais, ses poils sont courts sur la tête et au niveau des membres. Ces derniers sont légèrement ondulés.
D'une forme plutôt rectangulaire dans l'ensemble et bien proportionnée. La taille varie de 40 à 50 cm en fonction des individus et du sexe, la femelle étant un peu plus petite que le mâle. Avec un instinct de gardien de troupeau très développé et aimant le travail, il peut être utile. Il peut servir de chien de garde aussi et a des qualités assez similaires au berger des Pyrénées. Si le berger de Croatie sert comme chien de compagnie, il doit faire beaucoup de sport, par exemple il faut le faire courir intensément, car il apprécie.
Le berger croate aime participer à toutes les activités de la famille.